# 羅茲迪利納區

羅茲迪利納區在敖德薩州的位置

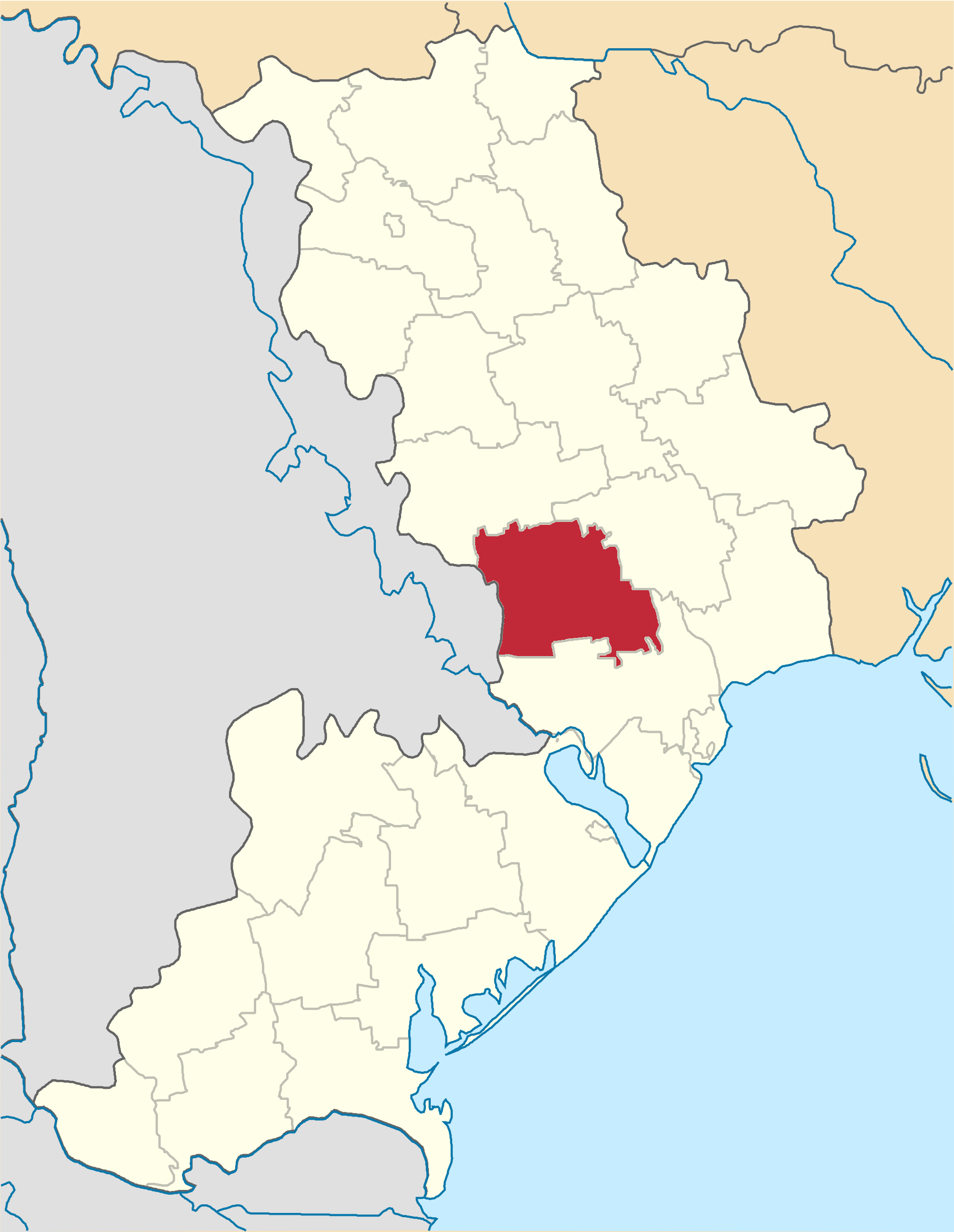
改革前羅茲迪利納區在敖德薩州的位置

羅茲迪利納區（烏克蘭語：Роздільнянський район）是烏克蘭西南部敖德薩州的一個區，行政中心为羅茲迪利納，面積为3,566.3平方公里，2021年人口数量为102,584人。

## 历史
2020年7月18日乌克兰施行了行政区划改革，敖德薩州的区份数量减至7个，羅茲迪利納區的面积显著扩大。改革前羅茲迪利納區的面积为1,368平方公里，2020年人口数量为57,209人。

## 行政区划
羅茲迪利納區划分为9个市镇。
- 羅茲迪利納市鎮（烏克蘭語：Роздільнянська міська громада） (市級，行政中心：羅茲迪利納)
- 大米哈伊利夫卡市鎮（烏克蘭語：Великомихайлівська селищна громада） (鎮級，行政中心：大米哈伊利夫卡)
- 扎特夏市镇（烏克蘭語：Затишанська селищна громада） (鎮級，行政中心：扎特夏)
- 扎哈里夫卡市鎮（烏克蘭語：Захарівська селищна громада） (鎮級，行政中心：扎哈里夫卡)
- 利曼斯凱市鎮（烏克蘭語：Лиманська селищна громада） (鎮級，行政中心：利曼斯凯)
- 采布里科韋市鎮（烏克蘭語：Цебриківська селищна громада） (鎮級，行政中心：采布里科韋)
- 大普洛斯凱市鎮（烏克蘭語：Великоплосківська сільська громада） (村級，行政中心：大普洛斯凱)
- 新鲍里西夫卡市镇（烏克蘭語：Новоборисівська сільська громада） (村級，行政中心：新鲍里西夫卡)
- 斯捷潘尼夫卡市鎮（烏克蘭語：Степанівська сільська громада） (村級，行政中心：斯捷潘尼夫卡)